# Pygmaena
Pygmaena là một chi bướm đêm thuộc họ Geometridae.